# Canon EOS 850D
Die Canon EOS 850D (in Nordamerika EOS Rebel T8i, in Japan EOS Kiss X10i) ist eine digitale Spiegelreflexkamera des japanischen Herstellers Canon. Sie wurde im Februar 2020 vorgestellt.

## Technische Merkmale
Die Kamera kann bis zu sieben Bilder pro Sekunde aufnehmen. Sie verwendet einen 24,2-Megapixel-APS-C-Sensor und hat als Hauptprozessor einen Digic 8. Sie kann 4K-UHD-Videos (3.840 × 2.160 Pixel) mit 25 oder 23,98 Bilder/Sekunde aufnehmen.